# Ikora

WMF Ikora Zeichen (1928–1965)

Ikora (benannt nach der Tropenpflanze Ixora) heißt eine Oberflächentechnik für Metall und Glas, mit welcher sich durch die Verfärbung der Materialien besonders kunstvolle und farbenprächtige Ergebnisse erzielen lassen. Messing wird bei dieser Technik durch Feuerpatinierung und partielles Abpolieren, Galvanisierung sowie durch Einlegetechniken und Emaillierungen verfärbt. Die Technik wurde in den 1920er-Jahren nach japanischem Vorbild durch WMF entwickelt und später als Marke geschützt. Noch heute sind die Produkte beliebte Sammelstücke, hauptsächlich wurden Dosen, Aschenbecher, Vasen und Metallplatten hergestellt.